# Jan Carmiggelt (architect)
Jan Carmiggelt (Brummen, 2 oktober 1854 – Abcoude, 15 april 1930) was een Nederlands architect.

## Loopbaan
Carmiggelt kwam uit een aannemersgezin, hij was een zoon van Willem Carmiggelt en Johanna Wilhelmina Bosch. Willem Carmiggelt verstond de kunst om de liefde voor het timmerbedrijf over te brengen op al zijn zonen, ze werden later allemaal architect. Jan Carmiggelt begon zijn loopbaan als timmerman in het bedrijf van zijn vader, was daarna werkzaam als timmerman in Amsterdam, Hengelo, Bussum, Lonneker, om vervolgens weer een periode in het ouderlijk bedrijf te werken. Hij volgde in 1890 Hendrik Egberts Hoegsma op als gemeente-architect van Hoogeveen.
Hij was onder meer verantwoordelijk voor de bouw van diverse scholen, fabrieken, kantoren en de eerste grootschalige stadsuitbreiding van Hoogeveen, de ‘Oude bouw’. Daarnaast ontwierp hij ook vele woonhuizen. Daarnaast was hij ook werkzaam als leraar aan de Tekenschool en als drankschatter. In 1915 ging hij wonen aan de Wilhelminastraat 67, in de wijk die hij zelf ontworpen heeft. In 1924 ging hij met pensioen, waarna hij nog sporadisch particulier werk verrichtte. In 1929 vertrok hij naar Abcoude, waar hij een jaar later overleed.
De gemeente Hoogeveen eert zijn werk met de sinds 2018 opnieuw jaarlijks uitgereikte Jan Carmiggelt prijs voor opzienbarende architectuur in Hoogeveen.

## Enkele werken
| Jaartal   | Locatie                           | Omschrijving                                              | Status               | Afbeelding |
| --------- | --------------------------------- | --------------------------------------------------------- | -------------------- | ---------- |
| 1890      | Hoogeveen, Brinkstraat 30         | Boerderij, gebouwd voor K. Winkel                         |                      |            |
| 1893      | Hoogeveen, Grote Kerkstraat 39    | Remonstrantse kerk                                        | Provinciaal monument |            |
| 1900      | Hoogeveen, Hoofdstraat 58         | Spaarbankgebouw                                           |                      |            |
| 1901      | Hoogeveen, Hoofdstraat 77-79-81   | Dubbel herenhuis en winkel voor de gebr. Pet              |                      |            |
| 1902      | Hoogeveen, Brinkstraat 11         | Woonhuis, gebouwd voor K. Veldkamp                        |                      |            |
| 1902      | Hoogeveen, Stationsstraat 8-10-12 | Personeelswoningen, gebouwd voor de fam. Tonckens         |                      |            |
| 1902      | Hoogeveen, Hoofdstraat 24         | Patriciërswoning, gebouwd voor de fam. Tonckens           | Rijksmonument        |            |
| 1902      | Hoogeveen, Brinkstraat 36-38      | Dubbel herenhuis, gebouwd voor H. Blanken                 |                      |            |
| 1902      | Hoogeveen, Hoofdstraat 1          | Patriciërswoning, gebouwd voor C. van der Tuuk-Uniken     |                      |            |
| 1905      | Hoogeveen, Grote Kerkstraat 8     | Wachtlokaal voor de EDS                                   |                      |            |
| 1907      | Hoogeveen, Brinkstraat 23         | Middenstandswoning voor H. Bakker                         |                      |            |
| 1907      | Hoogeveen, Hoofdstraat 223        | Woon- en winkelhuis, gebouwd voor H. J. Dikkers           |                      |            |
| 1910      | Hoogeveen, Grote Kerkstraat 42    | Ned. Herv. pastorie                                       |                      |            |
| 1912      | Hoogeveen, Brinkstraat 22         | Distilleerderij en slijterij, gebouwd voor A. Dikkers     | Rijksmonument        |            |
| 1913      | Hoogeveen, Pesserstraat 18        | Herenhuis, gebouwd voor W. Dikkers                        |                      |            |
| 1913      | Hoogeveen, Grote Kerkstraat 9     | Woonhuis, gebouwd voor de wed. F.J. Steenbergen           |                      |            |
| 1913      | Hoogeveen, Brinkstraat 28         | Woonhuis met slijterij, gebouwd voor T. Ogterop           |                      |            |
| 1918      | Hoogeveen, Grote Kerkstraat 7     | Woon- en winkelhuis, gebouwd voor D. Boersma              |                      |            |
| 1921-1922 | Hoogeveen, Hoofdstraat 43         | Bankgebouw, gebouwd voor de Geldersche Credietvereeniging | i.s.m. N. van Hassel |            |
| 1922      | Hoogeveen, Pesserstraat 10        | Villa, gebouwd voor G.A. Pet                              |                      |            |